# Skouzé
Skouzé (en grec moderne : Σκουζέ), est une petite colline et un quartier d'Athènes en Grèce. Il fait partie du quatrième district municipal du dème des Athéniens.
Son ancien nom était colline d'Efhlóou Dímitros (λόφος της Ευχλόου Δήμητρος. Avant la révolution, cependant, la famille Skouzés (en) a acquis de grandes étendues de terre dans la région et, par conséquent, la colline et le quartier qui s'étend autour d'elle, ont pris son nom. Le nom a été conservé et est toujours utilisé aujourd'hui. 